# Hambiri Boding
Hambiri Boding is een bestuurslaag in het regentschap Padang Lawas Utara van de provincie Noord-Sumatra, Indonesië. Hambiri Boding telt 668 inwoners (volkstelling 2010).